# Medalha de Apreciação do Major-General
A Medalha de Apreciação do Major-General (em hebraico:  אות הוקרה מטעם האלוף, Ot Hukra Mit'am Ha'alof) é uma condecoração militar israelense concedida pelas Forças de Defesa de Israel (FDI) a um cidadão ou estrangeiro que praticou um ato de grande importância para as FDI ou para a segurança do Estado de Israel. O governo israelense decidiu pela criação da condecoração em 27 de janeiro de 2005.

## Agraciamento
A Medalha de Apreciação será concedida a um cidadão israelense ou residente permanente por um ato ou comportamento que não mereça uma Medalha de Apreciação do Chefe do Estado-Maior, como uma expressão simbólica de reconhecimento por um ato importante que o agraciado realizou, direta ou indiretamente, para o fortalecimento das FDI, e que tem o potencial de promover a segurança do Estado de Israel. A medalha é usada apenas em camisa civil.
O major-general relevante pode conceder esta medalha a um cidadão ou residente permanente de Israel por um ato ou conduta em Israel, Judeia e Samaria ou em assistência a uma ação militar sob o comando das FDI.
Em 2020, apenas 3 premiações foram publicados. Em 2005, a medalha foi concedida a Shahar Keshet e Menachem Gilboa por sua participação na detenção de um homem-bomba que realizou um ataque na estação Sonol em Ariel em 2002. O prêmio também foi concedido ao Dr. Eyal Barbelak pelo comandante do Comando Sul em 2012 por sua participação no tratamento dos feridos durante um ataque terrorista no sul de Israel em agosto de 2011.

Exemplo da citação do certificado da medalha foi concedida ao cidadão Shahar Keshet, que auxiliou a neutralizar um homem-bomba no posto de gasolina no assentamento de Ariel, em 27 de outubro de 2002:
Ao meio-dia de domingo, 27 de outubro de 2002, um homem-bomba explodiu no assentamento de Ariel. A explosão matou três soldados e feriu 19 soldados e civis. O ataque ocorreu no posto de gasolina onde os soldados retornavam da licença do Shabat para suas unidades. O Sr. Shahar Keshet correu para a cena para ajudar a neutralizar o terrorista do cinto explosivo enquanto arriscava sua vida.
Este símbolo de reconhecimento é concedido ao Sr. Shahar Keshet, por sua vigilância, preocupação e busca de contato diante de um perigo tangível. Nesta operação, Shahar Keshet evitou um ataque com muitas baixas entre civis e soldados no assentamento de Ariel.
Yair Neve, Major-General,

Comandante do Comando Central 8º em Tashri 2005 11 de outubro de 2005.

## Características
A Medalha de Apreciação do Major-General é uma escultura em níquel com a forma da Estrela de Davi,  que pende de uma fita azul-claro e branca. O anverso tem uma bandeira de Israel em relevo, sobreposta com uma espada e um ramo de oliveira, o antigo emblema do Haganá. O reverso é plano, podendo ser liso, rugoso ou áspero. A fita pode ser afixada de formas diferentes, e exemplos incluem um parafuso e porca redonda segurando a fita, dois parafusos e porcas sextavadas, ou dois parafusos e porcas redondas.
As duas medalhas de apreciação foram desenhadas pela empresa Zechovoy, de Tel Aviv. O fecho e a fita são idênticos aos da Medalha de Apreciação do Chefe do Estado-Maior.